# Rapaces (film)
 (juillet 2025).
Si vous disposez d'ouvrages ou d'articles de référence ou si vous connaissez des sites web de qualité traitant du thème abordé ici, merci de compléter l'article en donnant les références utiles à sa vérifiabilité et en les liant à la section « Notes et références ».
Pour les articles homonymes, voir Rapace (homonymie).
Pour plus de détails, voir Fiche technique et Distribution.
Rapaces est un thriller français réalisé par Peter Dourountzis et sorti en 2025.

## Synopsis
Samuel est un journaliste d'investigation pour le magazine Détective. Avec sa fille Ava, il couvre l'affaire du meurtre d’une jeune fille, tuée et brulée à l'acide. Samuel est choqué par une telle brutalité et surpris par l’intérêt de sa fille pour cette affaire. Il va décider de mener son enquête, indépendamment de son magazine. Il va trouver dans son investigation des liens avec un autre meurtre.

## Fiche technique
Sauf indication contraire, les informations mentionnées dans cette section peuvent être confirmées par les bases de données cinématographiques IMDb et Allociné,  présentes dans la section « Liens externes ».
- Titre original : Rapaces
- Titre anglophone : Vultures
- Réalisation : Peter Dourountzis
- Scénario : Peter Dourountzis, Christophe Cantoni, Christophe Cousin et Fabianny Deschamps
- Musique : Amine Bouhafa
- Décors : Olivier Radot
- Costumes : Rachèle Raoult
- Photographie : Victor Seguin
- Montage : Jean-Christophe Bouzy
- Production : Thibault Gast, Matthias Weber et Christophe Delsaux
- Sociétés de production : France 2 Cinéma, 24 25 Films, Oriflamme Films et Auvergne-Rhône-Alpes Cinéma
- Société de distribution : Zinc Film
- Budget : 5,3 millions d'euros
- Pays de production :  France
- Langue originale : français
- Format : thriller
- Durée : 104 minutes
- Date de sortie :
  - France : 2 juillet 2025
- Classification :
  - France : Tous publics[2]
  - Suisse : Interdit aux moins de 14 ans[2]

## Distribution
- Sami Bouajila : Samuel Haddaoui
- Mallory Wanecque : Ava Haddaoui
- Jean-Pierre Darroussin : Christian
- Valérie Donzelli : Solveig Rocher
- Andréa Bescond : Élizabeth
- Stefan Crepon : Aubin
- Gilles Cohen : Spagiani
- Samuel Jouy : le père de Jessica
- Paul Hamy : Luc Lacombe
- Matthieu Lucci : Némésis

## Production
Le scénario est au départ inspiré de l'affaire Élodie Kulik de 2002. Il est initialement écrit par Christophe Cantoni. Il est découvert par Peter Dourountzis, qui décide de le remanier avec une nouvelle intrigue, même si le fait divers reste moteur du récit.
Le réalisateur a voulu mettre en avant les journalistes d'investigation : « Lorsque vous imaginez un détective de cinéma ou de roman, il y a de fortes chances pour que vous repensiez à Philip Marlowe, Mike Hammer ou Sam Spade. Du début des années 30 à la fin des années 70, ces héros américains ont formaté la figure de l’enquêteur solitaire. Pourtant, l’un des détectives les plus captivants est né en 1928, et il est français. Henri La Barthe l’a imaginé de toutes pièces, et son détective à lui n’est pas un homme, mais un journal. À son heure de gloire, Détective tirait à 400 000 exemplaires par semaine ! »
Le tournage, qui a duré 33 jours, a lieu dans les Hauts-de-France, Paris, Chambéry et Grenoble.